# Sehnsucht (cântec)

Sehnsucht (română „dor”) este primul cântec de pe albumul omonim al trupei germane, Rammstein.